# 창코 (칠레)
창코(스페인어: Chanco)는 칠레 마울레 주 카우케네스 현의 코무나이다.